# Контрольний пункт

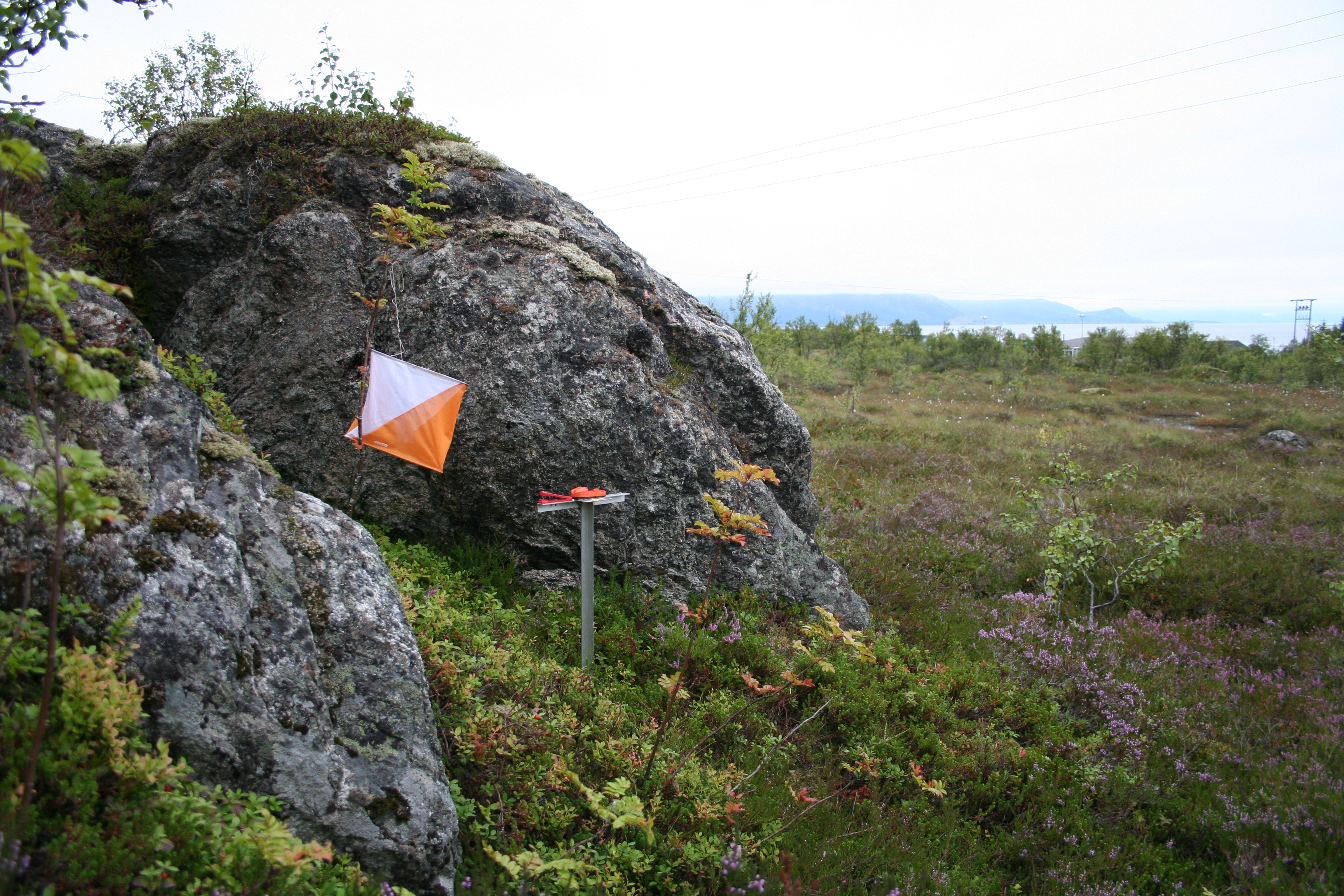
Контрольний пункт і станція для оцінки учасників.

Контрольний пункт (скорочено — КП) — основне поняття в будь-якому виді орієнтування. Є обладнаним пунктом на місцевості, на якій повинні побувати учасники. Пункт КП обладнаний спортивною призмою й інструментом оцінки, наприклад: станція електронної оцінки, компостер, кольоровий олівець, буква або слово для запам'ятовування, контейнер для записок.
«КП повинні розташовуватися на орієнтирах, позначених на карті й знаходяться чітко на місцевості. Точне розташування КП повинне бути описане за допомогою легенд. Місце розташування КП повинне однозначно визначатися за допомогою карти й легенди» (Правила, п.5.1.). Для позначення КП використаються матер'яні або паперові двоколірні призми (біло-червоні або білі-жовтогарячі).
Устаткування КП (олівці, компостери, електронна станція) призначені для оцінки факту проходження учасника через даний контрольний пункт. Іноді для додаткового контролю в районі КП перебуває суддя-контролер.